# Reutin (Lindau)

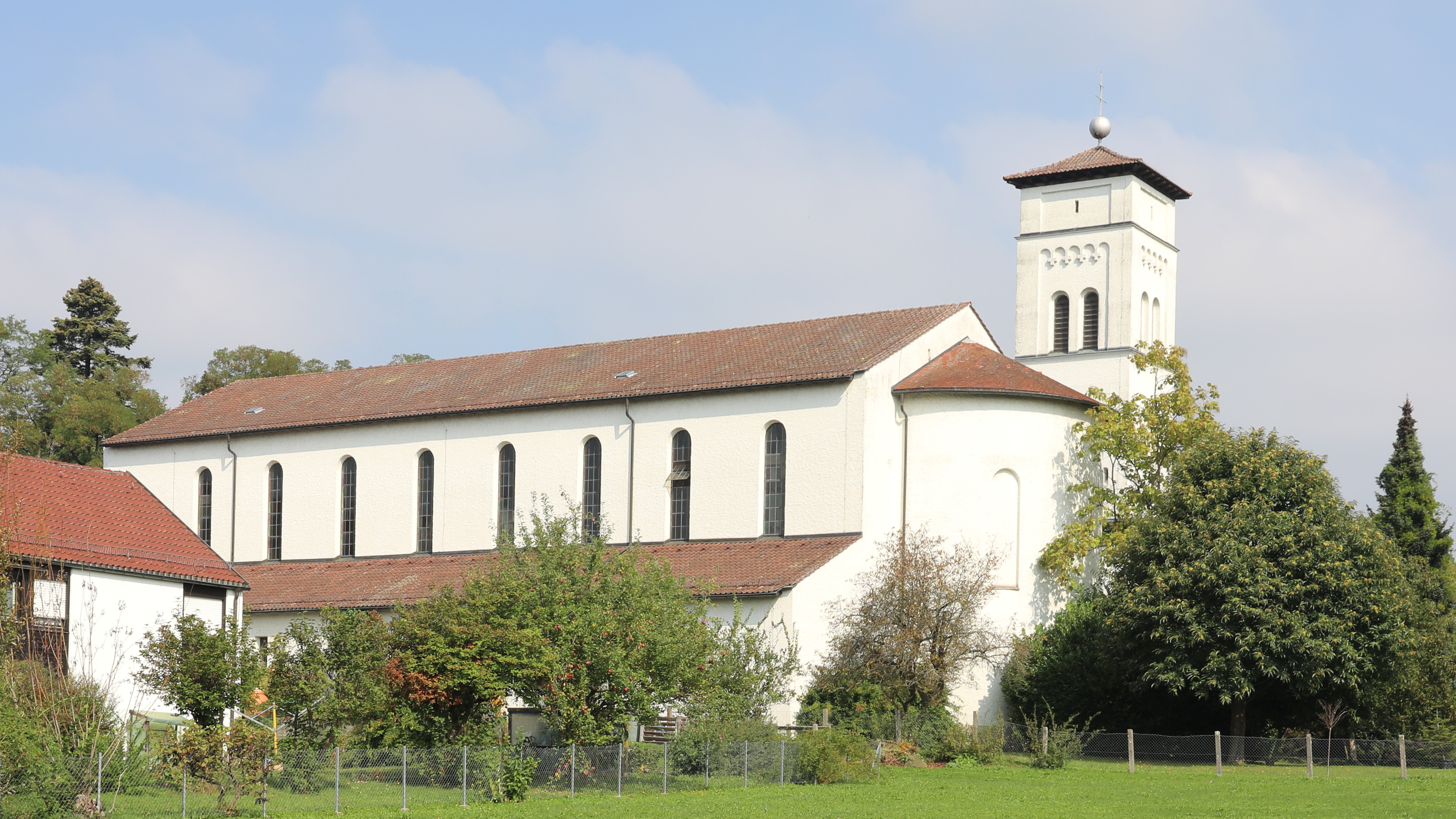
Pfarrkirche St. Josef

Reutin (mundartlich: Reitin oder Roitin) ist ein Stadtteil der Großen Kreisstadt Lindau (Bodensee) im gleichnamigen Landkreis im bayerischen Regierungsbezirk Schwaben.

## Geographie

### Lage
- Im Süden ist Reutin durch das Bodenseeufer begrenzt. Inmitten der Reutiner Bucht liegt die Galgeninsel. Westlich davon liegt die winzige Insel Hoy. Beide gehören zum Stadtteil Reutin.
- Im Südosten liegen die Lindauer Stadtteil Rickenbach und Zech. Sie gehörten früher ebenfalls zur Gemeinde Reutin.
- Im Nordosten liegt der Stadtteil Rickenbach.
- Im Norden und Westen liegen die Lindauer Stadtteile Hochbuch und Aeschach (beide Gemarkung und frühere Gemeinde Aeschach) sowie die Lindauer Ach.

### Ortsgliederung
Östlich neben der Kemptener Straße – von der Insel aus gesehen – zieht sich Reutin ostwärts entlang der Köchlinstraße den Hang zur Steig und zum Lugeck hoch. Die abzweigende Straße nach Motzach erschließt Oberreutin. Westlich neben der Bundesstraße 12 in Richtung Kempten liegen seit etwa 2000 die Siedlungsgebiete Senftenau und Bleichenwiese Nord. Das Köchlin ist ein Wiesengebiet entlang der Ach. Hier entstanden erste Industrieansiedlungen. Eine andere Entwicklungslinie in der Bebauung folgt vom Berliner Platz quasi auf Seeniveau der Rickenbacher Straße, bis sich diese mit der Steigstraße als Fortsetzung der Köchlinstraße trifft. Südlich davon zieht sich am See das Gelände des Bahnhofs Lindau-Reutin hin. An dieses Gebiet schließen sich das Strandbad Eichwald und weitere Uferzonen an, die mit zu den Naherholungsgebieten Lindaus zählen. Die ehemalige Hauptverbindung Bregenzer Straße wurde zurückgebaut. Wichtige bebaute Bereiche sind noch das Wannental, die Robert-Bosch-Straße (Gewerbe und Industrie) und Rickenbach. Hier folgt der Stadtteil Zech. Nach Westen trennen die Ach und die Hügel beidseits des Bachs Reutin von Aeschach. Nach Norden sind es die Hügelketten hinter Heimesreutin (Aeschach), den Weilern Motzach und Streitelsfingen, die als natürliche Grenzen zum Umland hin wirken.

## Geschichte
Im Bereich der Reutiner Bucht befand sich eine vorgeschichtliche Seeufersiedlung. 1275/1278 wird der Name erstmals urkundlich als Rûti erwähnt. Reutin bedeutet gerodetes Land und verweist darauf, dass ein Großteil des Lindauer Umlandes während des Hochmittelalters urbar gemacht wurde. Damals war von einer St.-Verenen-Kirche zu Reutin die Rede. Die Kirchengemeinde wurde bereits 1528 evangelisch. In den Jahren 1870/1871 wurde die evangelische Kirche St. Verena  neu erbaut. Mit der Eröffnung der Bahnstrecke Lindau–Bludenz 1872 erhielt Reutin einen Rangierbahnhof der ab 1876 auch dem Personenverkehr diente. 1936 wurde die katholische Pfarrkirche St. Josef erbaut. Mit dem Projekt Lindau 21 wurde im Jahr 2020 der Bahnhof Lindau-Reutin im Personenverkehr reaktiviert, nachdem er einige Jahre lang nur dem Güterverkehr diente.
1818 verlor die Stadt Lindau ihr Landgebiet und Reutin wurde zur selbstständigen Gemeinde. Am 1. Februar 1922 kam es zur erneuten Eingliederung in die Stadt Lindau (Bodensee).

## Kultur und Sehenswürdigkeiten

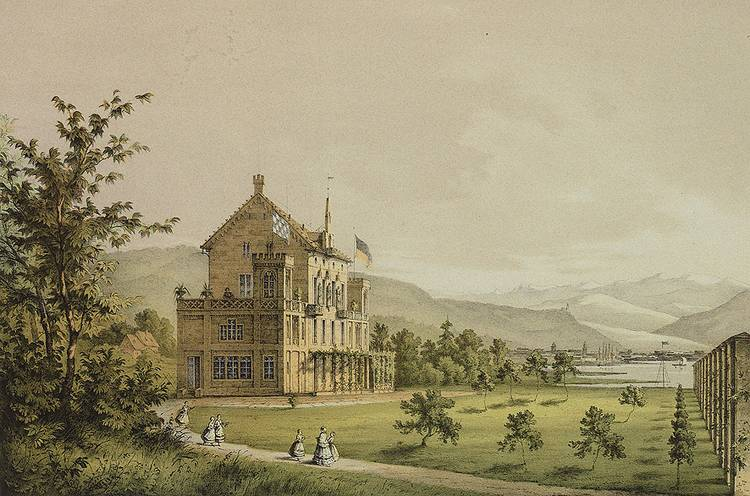
Villa Leuchtenberg in Lindau; Lithographie um 1855

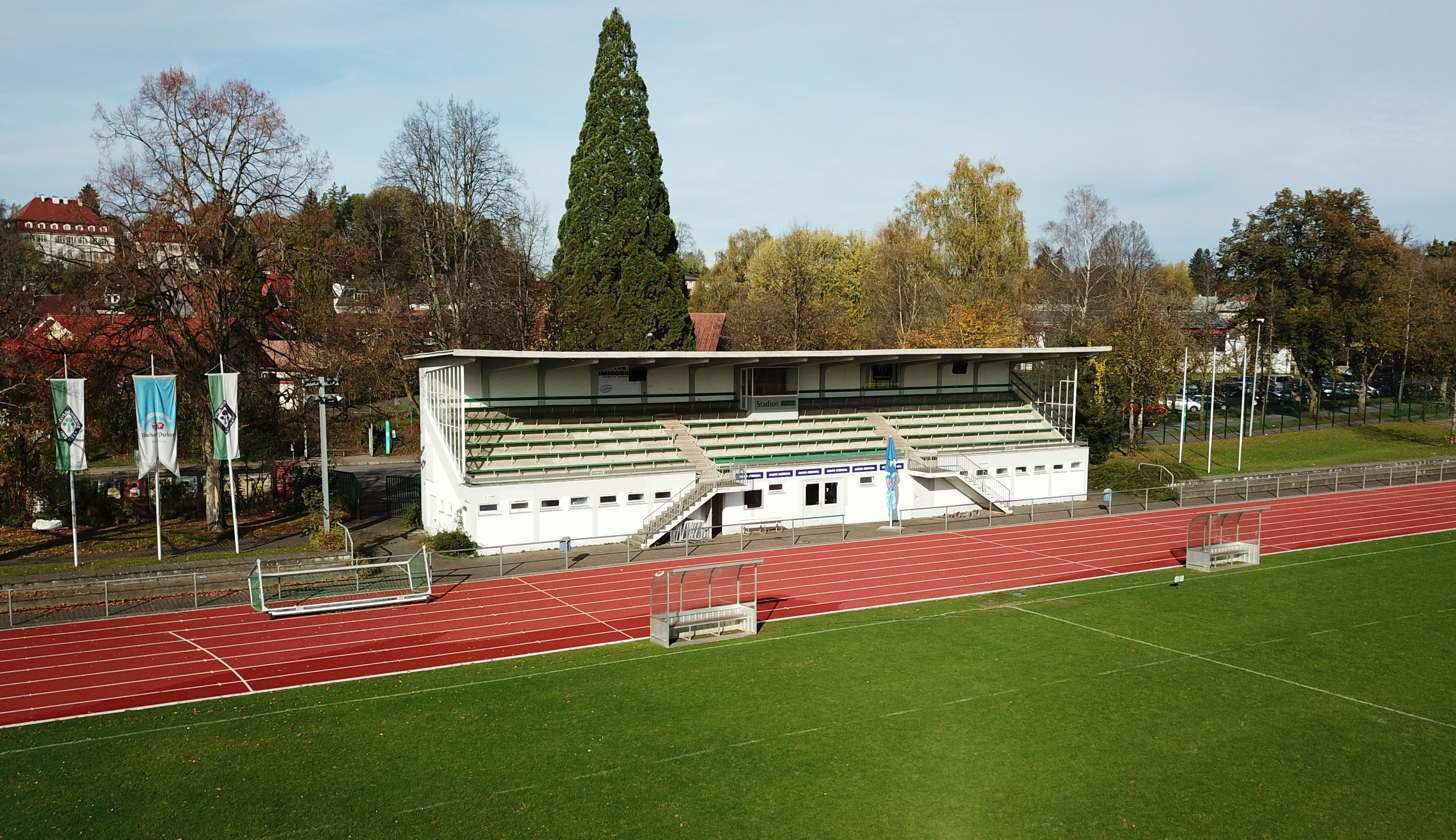
Städtisches Stadion Lindau, Zuschauertribüne

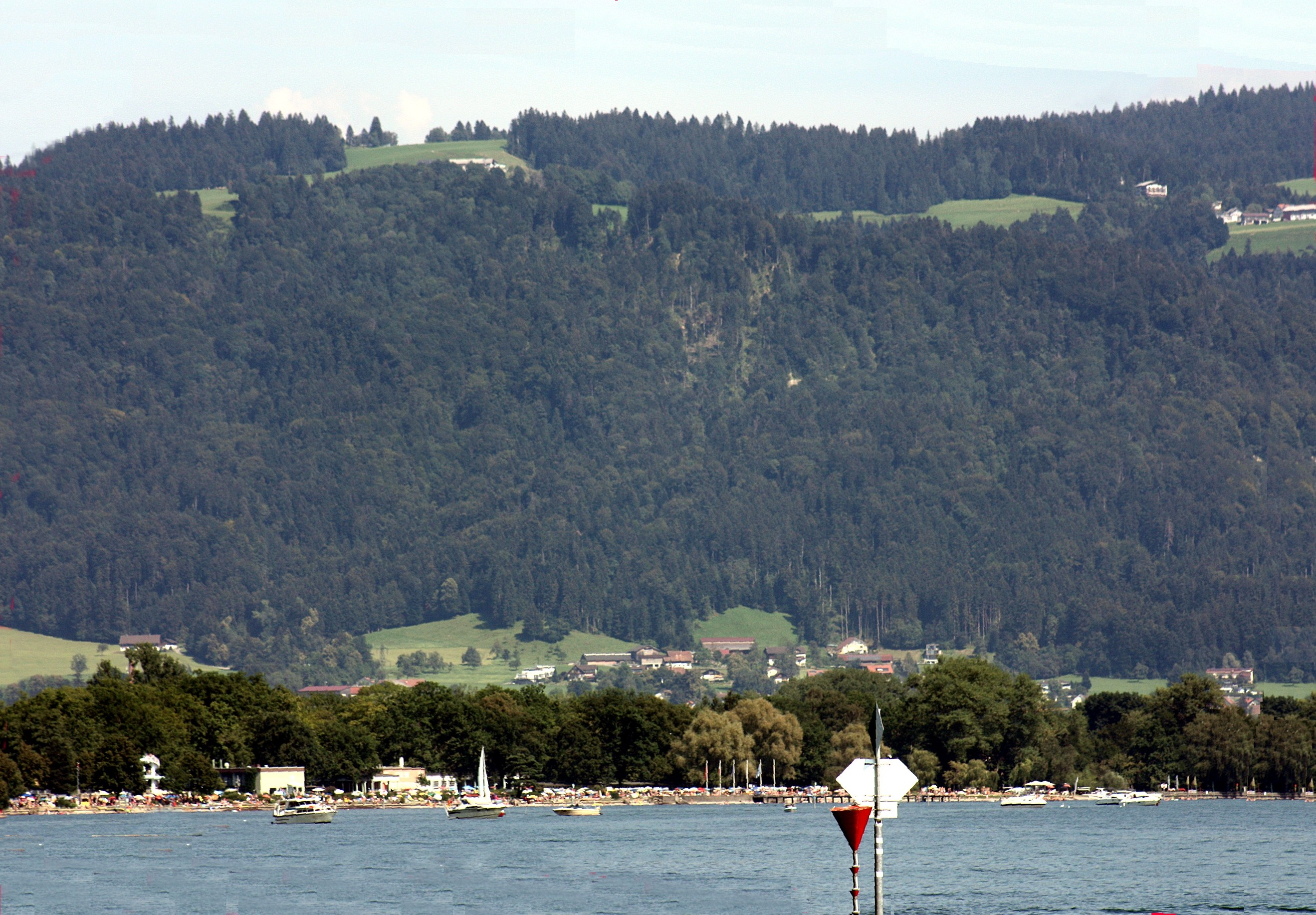
Blick zumStrandbad Eichwald (2009)

### Baudenkmäler
Siehe: Liste der Baudenkmäler in Reutin
Villa Leuchtenberg
Die Villa Leuchtenberg am Seeufer wurde von 1853 bis 1855 im sogenannten „Maximilian-Stil“ für Prinzessin Théodelinde von Württemberg (1814–1857; Prinzessin von Leuchtenberg) errichtet. Nach ihrem frühen Tod ging die Residenz an den Kennelbacher Textilfabrikanten Cosmus Schindler, dessen Bruder, der österreichische Elektropionier Friedrich Wilhelm Schindler die Villa als erstem Gebäude Süddeutschlands mit einer Elektrizitätsversorgung ausstattete.
Reutiner Bucht
Dieses Gebiet ist heute als Naturschutzgebiet „Reutiner Bucht“ ausgewiesen. Inmitten der Bucht liegt die Galgeninsel und westlich davon liegt die winzige Insel Hoy.
Montfort Schlössle
Gasthof Köchlin
Dieser Gasthof  war über Jahrhunderte die Post- und Zollstation in Richtung München.
Rathaus und Feuerwehrhaus
Mischstil mit Jugendstilelementen
Bauernhaus
Mitten im Ortskern (Köchlinstraße 23) befindet sich noch ein altes Bauernhaus mit einem sehenswerten Bauerngarten, das von einem Verein betrieben wird.
Städt. Stadion Lindau
Am 14. Juni 1934 wurde das neue städtische Stadion mit zwei Rasenspielfeldern und einer umgebenden Leichtathletikanlage eingeweiht. Es ist die Heimstätte der SpVgg Lindau.

### Regelmäßige Veranstaltungen
- Lokaler Teil des Lindauer Kinderfests an der Schulstraße bei der Grundschule und Mittelschule Reutin

## Wirtschaft
In Reutin befindet sich am Berliner Platz das Einkaufszentrum Lindaupark. Im Bereich des Strandbads Eichwald wurde im Jahr 2021 eine Therme eröffnet. Im östlichen Bereich des Stadtteils befindet sich ein Gewerbegebiet.

## Infrastruktur

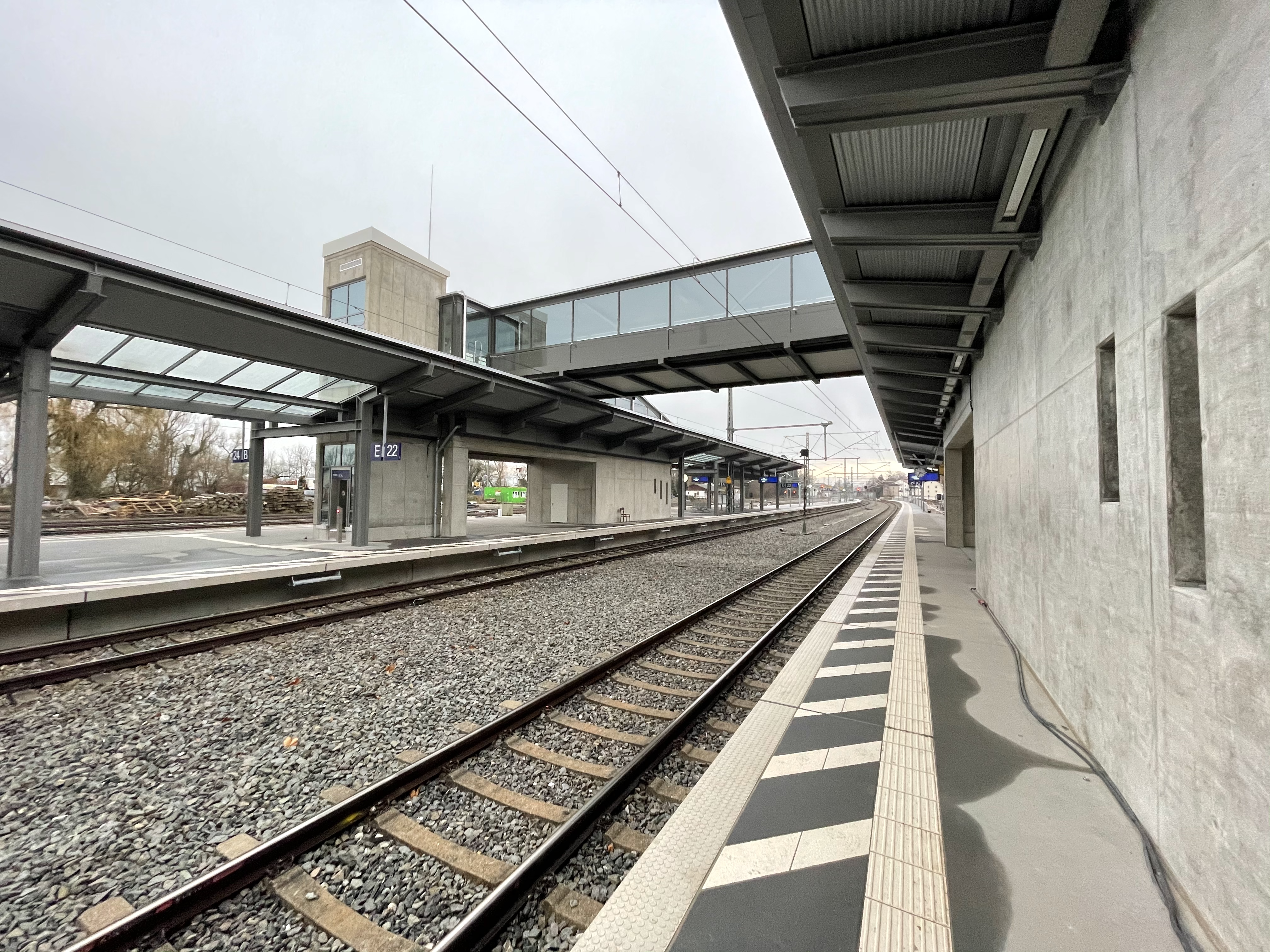
Bahnhof Lindau-Reutin

### Einrichtungen
In Reutin befindet sich das Hauptgebäude des Landratsamts für den Landkreis Lindau. Des Weiteren sind die Hauptfeuerwache, die Grundschule Lindau-Reutin, der Bauhof und die Stadtwerke der Stadt Lindau ansässig.

### Verkehr
Durch Reutin verläuft die Bundesstraße 12.
Der Bahnhof Lindau-Reutin ist seit Dezember 2020 für Fernzüge zwischen München und Zürich in Betrieb und wird auch vom Nahverkehr in Richtung Bregenz und Kempten–Augsburg bedient. Des Weiteren ist der Stadtteil durch den Stadtbus Lindau erschlossen.

## Persönlichkeiten
- Christine Charlotte Riedl (1801–1873), Kochbuchautorin
- Wilhelm van Calker (1869–1937), Rechtswissenschaftler
- Gustav Weng (1869–1945), Schriftsteller, Dramatiker und Lyriker